# Obstacle Clearance Altitude
Unter Obstacle Clearance Altitude (OCA) versteht man in der Luftfahrt die Höhe über MSL (= Mean Sea Level; deutsch Höhe über dem Meeresspiegel), in der bei einem Instrumentenanflug noch Freiheit von Hindernissen besteht. Sie ist vor allem für den Flug unter Instrumentenflugbedingungen von Bedeutung.

## Off-Route Obstacle Clearance Altitude
Unter Off-Route Obstacle Clearance Altitude (OROCA) versteht man Höhenangaben für rechteckige Abschnitte in Streckenkarten (Enroute Charts). Bei Einhalten dieser Mindesthöhe ist ein vertikaler Abstand zu Hindernissen von mindestens 1000 ft, in gebirgigem Gelände von 2000 ft gewährleistet.